# Счастливая страна
«Счастливая страна» или Успешная страна (укр. Успішна країна) — украинская политическая партия, зарегистрированная 26 июля 2011 года. Почётным председателем партии является Александр Клименко, проживающий с 2014 года в России. После вторжения России в 2022 году партия была запрещена Верховным судом Украины.

## История
В 2009 году представители малого и среднего бизнеса, а также общественные активисты инициировали создание политического движения, декларируя его целью построение гражданского общества, в котором каждый гражданин имел бы возможность для саморазвития, непосредственного влияния на жизнь страны и учился нести ответственность за свои действия перед обществом.
В мае 2010 года на Учредительном съезде было принято решение о создании политической партии. В поддержку основания партии было собрано более 14 000 подписей граждан в различных областях Украины.
С 2010 до 2014 года формировались региональные ячейки партии.
В 2015 году для реализации социально-политических проектов была зарегистрирована общественная организация «Успішна Країна».
Руководителем партии, согласно данным реестра политических партий Украины на сайте Минюста, является Голубев Андрей Сергеевич.
12 декабря 2015 года на 8 внеочередном съезде политической партии «Успішна країна» был избран Почетный председатель партии — Александр Клименко. Во время съезда делегаты из 21 региона Украины также избрали президиум, политический совет и исполнительный комитет. Была обновлена программа и идеология партии.
10-11 ноября 2017 года состоялся внутрипартийный форум «Успішна країна»: Молодая команда для активных действий". В мероприятии приняли участие делегаты со всех регионов Украины и представители молодёжного движения. На форуме была принята резолюция о политической и социально-экономической ситуации в Украине, центральной частью которой стал призыв ко всем конструктивным политическим силам, общественным активистам и лидерам мнений объединяться.

## Программные приоритеты
Партия «Успішна Країна» декларирует, что выступает за собственный путь развития Украины, основанный на принципах христианской морали, уважении конституционных прав каждого человека и укрепления системы власти. Утверждается, что основой для развития должна стать инновационная экономика, построенная на использовании IT-технологий и создании условий для самореализации любого украинца.

## Руководство
Почётный председатель партии — Александр Клименко, украинский предприниматель и политик, бывший Министр доходов и сборов Украины (24 декабря 2012 — 27 февраля 2014).
Руководитель политической партии — Голубев Андрей Сергеевич.

## Политические преследования
В борьбу с оппозиционными политическими силами активно вовлечен административный ресурс, который напрямую влияет на распространение бюрократических задержек в Министерстве юстиции Украины. «Успішна країна» уже более года продолжает борьбу с Минюстом в юридический плоскости. Такое беспрецедентное давление на оппозиционную политическую силу расценивается в любой Европейской стране как политическое давление на оппозицию.
А также наблюдается регулярное давление на партию со стороны радикальных группировок. Представители радикально-экстремистских объединений каждый раз совершают попытки (успешные и не очень) по срыву мероприятий, в том числе и внутрипартийных, нападения на активистов и сторонников политсилы, порчи имущества и погрома офисов партии.

## Перспективы
Украинские СМИ сообщают, что партия «Успішна Країна» может стать перспективным альтернативным политическим проектом.
По заявлению А. Клименко на 8 внеочередном съезде партии, «Успішна Країна» будет выступать исключительно отдельной всеукраинской политической силой вне сотрудничества с властью или оппозиционными проектами.

## Критика
Часть украинских СМИ и политиков выступает с критикой в адрес Почетного главы партии, обвиняя Александра Клименко в сокрытии денежных средств в европейских банках и построение финансовых схем во время правления Януковича.
Александр Клименко опроверг информацию о замораживании своих банковских счетов в странах ЕС, подчеркнув, что не имеет счетов в любых иностранных государствах. Свои слова Клименко подтвердил скан-копиями документов.